# Петрушино (Коми)

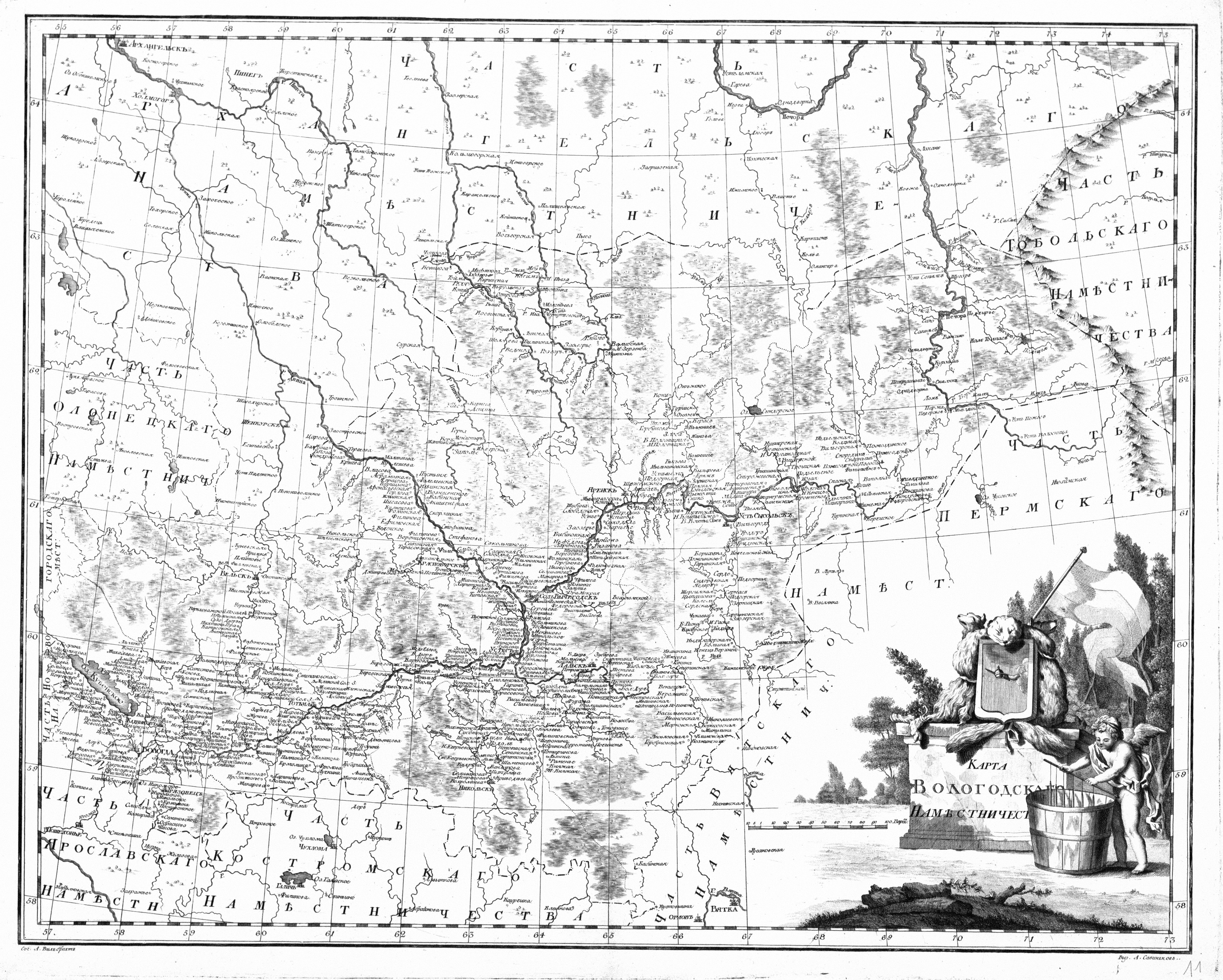
Петрушино («Петрушина») на карте Вологодского наместничества. Российский атлас 1792 года

Петрушино (коми Петрушин) — упразднённая деревня в Троицко-Печорском районе республики Коми. На момент упразднения входила в состав Митрофановского сельсовета. Исключена из учётных данных в 1997 году.

## География
Деревня располагалась на левом берегу реки Печоры в 11,5 км по прямой от центра сельского поселения посёлка Митрофан-Дикост на юго-запад и примерно в 49 км по прямой от центра района посёлка Троицко-Печорска на северо-северо-запад. Напротив Петрушино на противоположном берегу Печоры находится посёлок Тимушбор.

## Историко-демографические сведения
Возникла после 1707 года, впервые упомянута в ревизских сказках 1719 года: деревня Кодазинская, 2 двора, 15 жителей мужского пола (о женщинах нет сведений). Основатели селения — Кузьма Евсеевич Жангуров и Самуил Петрович Мезенец, переселившиеся сюда из верхневычегодских деревень.
В 1784 году здесь имелось 6 дворов, 53 жителя (26 мужчин, 27 женщин). Изображена как деревня Петрушина на карте Вологодского наместничества из Российского атласа 1792 года. В 1859 году — Кадаздинская (Петрушин), 21 двор, 108 жителей (50 мужчин, 58 женщин).
В 1926 году — деревня Петрушино, 15 дворов, 69 жителей (26 мужчин, 43 женщины). В 1970 году здесь жили 54 человека, в 1979 году — 16 человек, в 1989 году — 6 человек (3 мужчины, 3 женщины, коми). В 1992 году жители отсутствовали, в 1995 году — 1 хозяйство, 2 жителя.